# Wytham
Wytham is een civil parish in het bestuurlijke gebied Vale of White Horse, in het Engelse graafschap Oxfordshire met 136 inwoners.